# Besaia sordida
Besaia sordida är en fjärilsart som beskrevs av Alfred Ernest Wileman 1914. Besaia sordida ingår i släktet Besaia och familjen tandspinnare. Inga underarter finns listade i Catalogue of Life.

## Bildgalleri

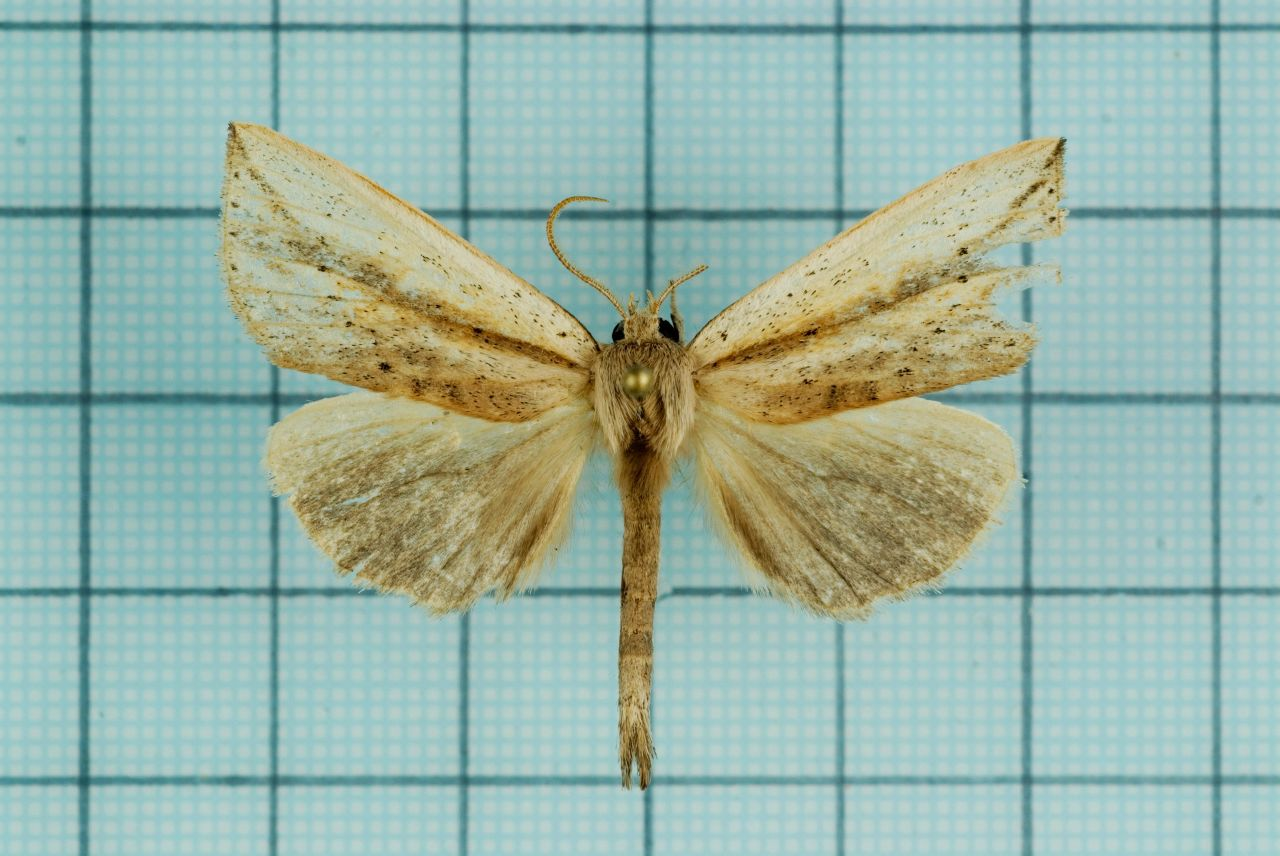
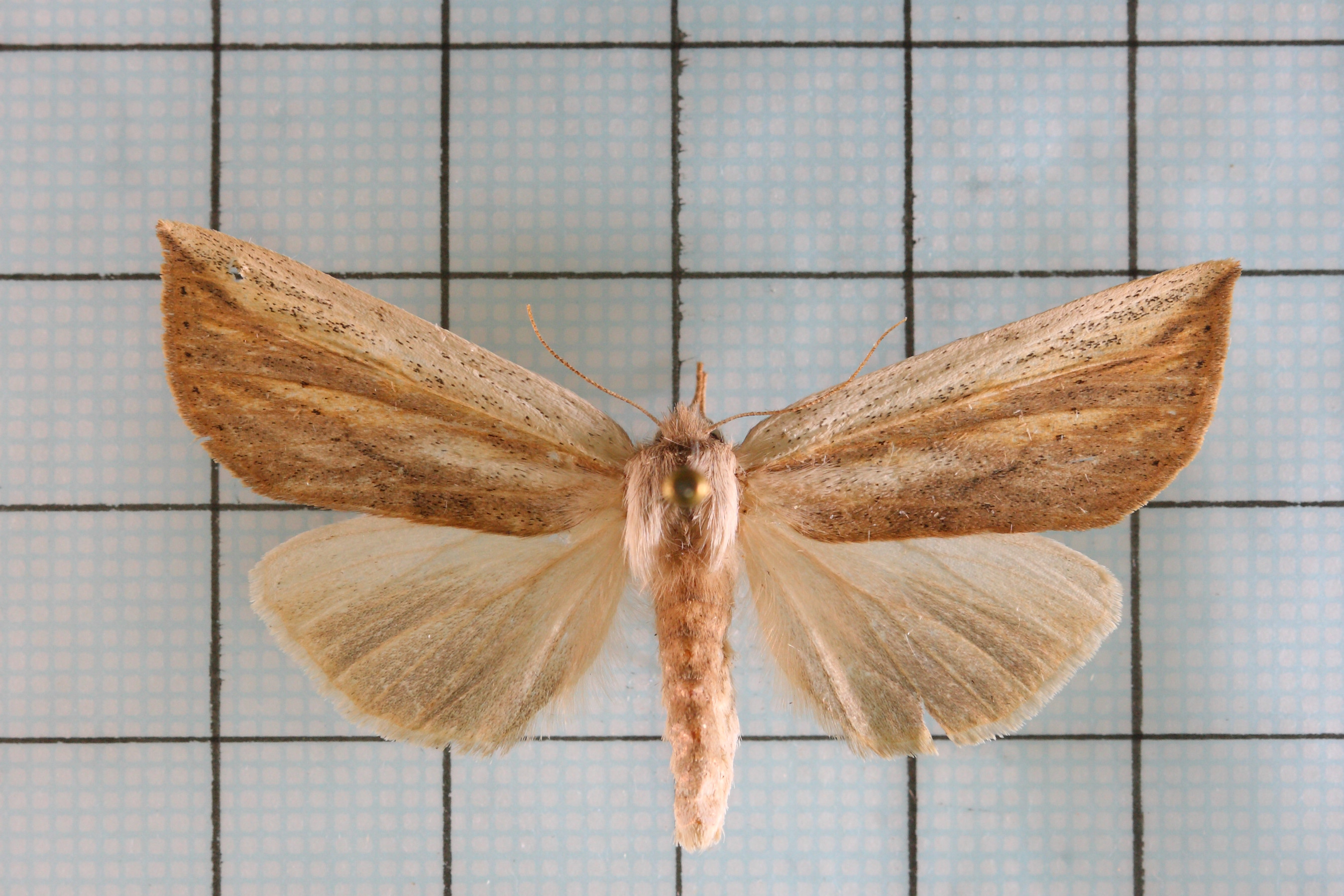
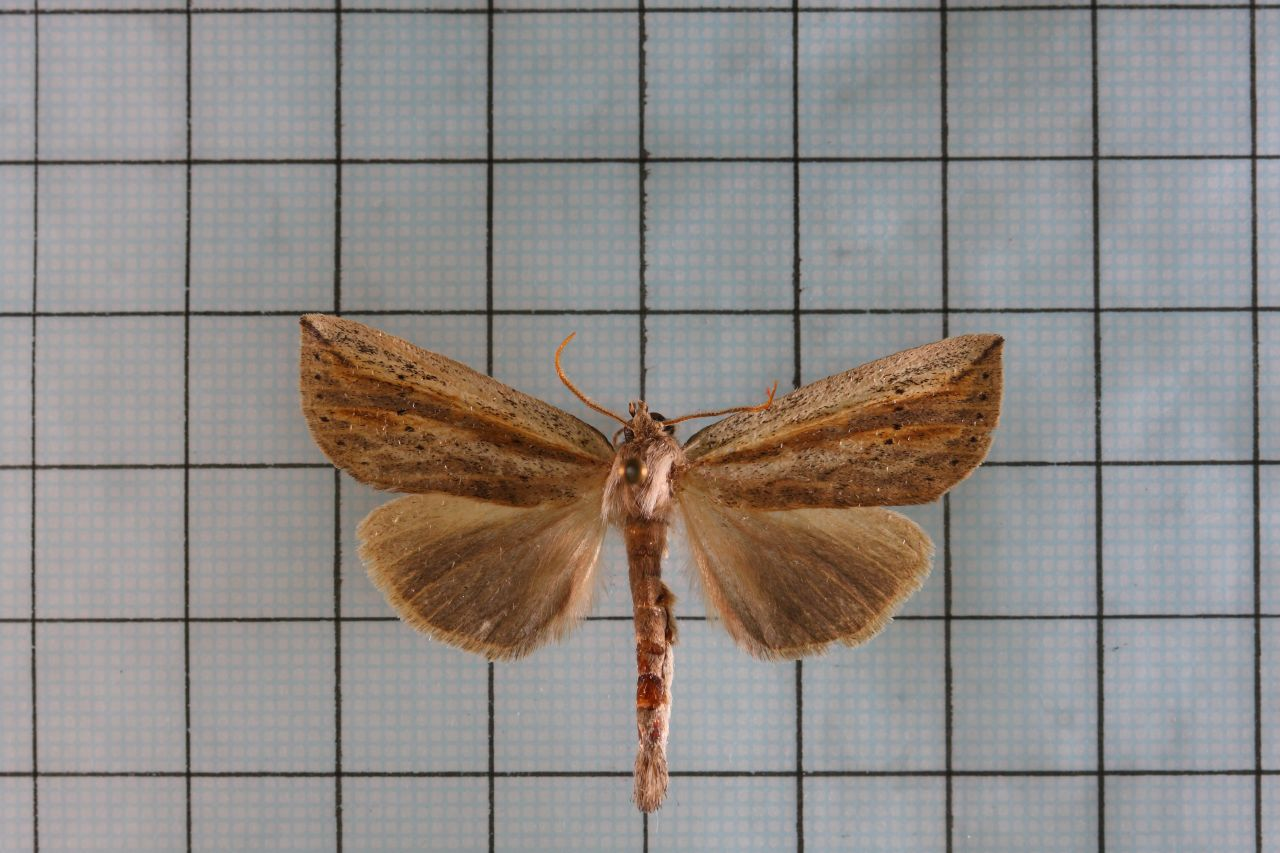